# Habsburg Károly
Habsburg Károly, vagy Habsburg–Lotaringiai Károly Tamás Róbert Mária Ferenc György Bahnam (németül: Karl Thomas Robert Maria Franziskus Georg Bahnam von Habsburg–Lothringen; Starnberg, 1961. január 11. –) osztrák politikus, Magyarország tituláris trónörököse, a Habsburg–Lotaringiai-ház feje a családi szabályok szerint. Apja Habsburg Ottó, apai nagyapja pedig IV. Károly, az utolsó magyar király volt. Habsburg Ottó, aki hosszú ideig nem adta fel trónigényét, 1961. május 31-én egyértelműen lemondott minden osztrák uralkodói igényéről. Ez volt az ára ugyanis annak, hogy egyáltalán beutazhasson ő vagy a család más tagja Ausztriába.

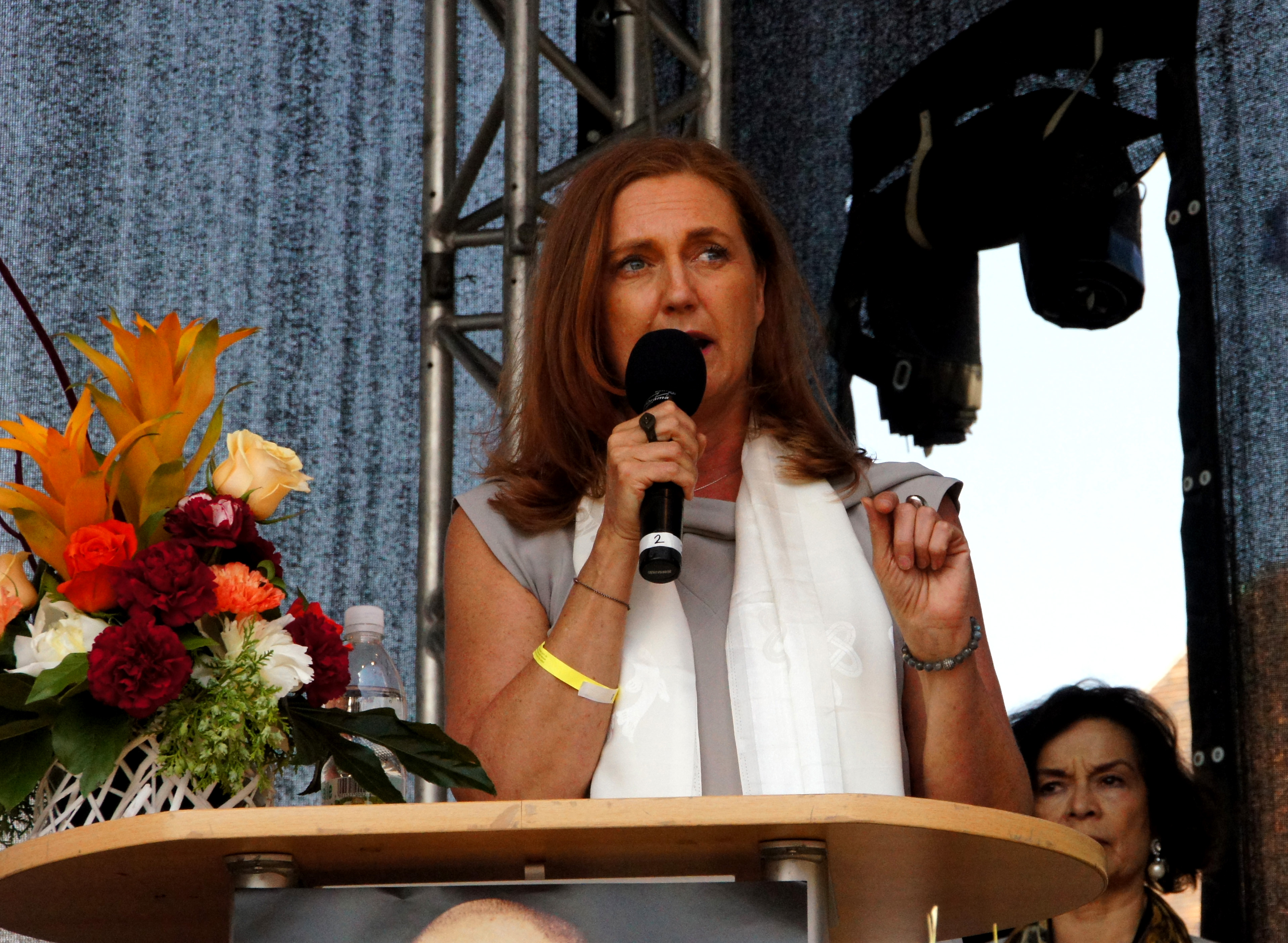
Habsburg–Lotaringiai Károly főhercegné kászoni és impérfalvai báró Thyssen-Bornemisza Franciska.

## Élete
Habsburg Károly 1961-ben született Bajorországban Habsburg Ottó és Regina szász–meiningeni hercegnő fiaként, IV. Károly, az utolsó magyar király unokájaként.
1987-ben megalapította a Páneurópa-Ausztria szervezetet, melynek jelenleg is az elnöke. 1996. október 13-án az Osztrák Néppárt színeiben beválasztották az Európai Parlamentbe, 2002. január 19-ől kezdve az UNPO (Unrepresented Nations and Peoples Organization) főigazgatója.
1981 óta él Ausztriában, Salzburg városában. 1993. január 11-én feleségül vette kászoni és impérfalvai báró Thyssen-Bornemisza Franciskát, akinek a szülei báró kászoni és impérfalvai Thyssen-Bornemisza Hans Heinrich (1921–2002) és Fiona Frances Elaine Campbell-Walter voltak. A Thyssen-Bornemissza család révén apai ági felmenői között az előkelő magyar főnemesi gróf gönczruszkai Kornis-, a gróf zabolai Mikes-, valamint a gróf hallerkői Haller családok találhatóak. A házasság az 1839-től érvényes házszabályzat szerint rangon aluli lett volna, azonban ezt a kitételt a dinasztia akkori feje Habsburg Ottó 1990. november 30-án törölte, hivatkozván arra, hogy mivel a dinasztia már nem uralkodik, ezért nem szükséges fenntartani az egyenlő házasság kritériumát. A Habsburg-Lotharingiai ház szabályzatának módosulásával, rangon alulinak csak azok a házasságok számítanak, amik nem nemesi származásúakkal köttetnek. A házaspár 2003 óta külön él. Három gyermekük született:
- Eleonóra (1994. február 28. –)
- Ferdinánd Zvonimir (1997. június 21. –), teljes nevén Ferdinand Zvonimir Maria Balthus Keith Michael Otto Antal Bahnam Leonhard Habsburg-Lothringen
- Glória Mária  (1999. október 15. –)